# Nello Di Costanzo
Nello Di Costanzo, all'anagrafe Cuono Di Costanzo (Roma, 26 luglio 1961), è un allenatore di calcio ed ex calciatore italiano, di ruolo centrocampista, tecnico della Palmese.

## Carriera

### Giocatore
Inizia a giocare nelle squadre Primavera del Milan prima e del Napoli poi, riuscendo anche a vincere uno scudetto di categoria. Dopo queste due esperienze la carriera si sviluppa nelle serie minori con Gladiator, Afragolese, Turris.

### Allenatore
Dopo esser stato promosso con il massimo dei voti al Corso per Allenatore di Prima Categoria di Coverciano, (presentando una tesi sul 4-4-2 in chiave offensiva) fa la sua prima esperienza in panchina nel campionato 1995-1996, guidando in Prima Categoria il Viribus Unitis, squadra di Somma Vesuviana (NA), che porta in Serie D nel giro di quattro anni, ottenendo tre promozioni di seguito. Dopo una breve parentesi alla Palmese in Serie D, dove ottiene un 5º posto finale, ritorna per un altro anno sulla panchina del Viribus Unitis che porta ad un secondo posto nel campionato di Serie D. L'anno successivo sempre in Serie D guida alla vittoria del campionato il Gladiator e, dalla stagione 2002-2003 inizia la sua esperienza nei campionati professionistici.
Guida per due anni il Benevento in Serie C1, conquistando il primo anno un ottavo posto, mentre il secondo viene esonerato a metà campionato. Nel campionato successivo dove, grazie ad un ripescaggio, porta alla promozione in Serie C1 la Juve Stabia, neopromossa in Serie C2, dopo aver terminato il campionato con un secondo posto un punto solo dietro alla capolista Manfredonia ed aver disputato i play-off, persi in semifinale contro la Cavese. Ad ottobre successivo accetta l'offerta del Venezia, decaduta in Serie C2 dopo il fallimento. Da penultimo in classifica, inizia la scalata verso la vetta, riuscendo a vincere il campionato e riportando la società in Serie C1.
Riconfermato anche l'anno successivo, riesce a far disputare alla squadra un campionato positivo, lottando per la prima parte del torneo per la promozione diretta e per la seconda parte per raggiungere i play-off, traguardo tagliato proprio all'ultima giornata. Dopo aver disputato i play-off, persi in semifinale contro il Pisa, l'anno successivo viene ingaggiato dal Messina, che nel campionato 2007-2008 ha disputato la Serie B, con il quale riesce a ottenere la salvezza, ottenuta con sei giornate d'anticipo. Dopo la risoluzione contrattuale con il Messina, nel luglio 2008, viene ingaggiato per la stagione 2008-2009 come nuovo allenatore dell'Ascoli. Il 21 ottobre dopo la sconfitta di Piacenza viene esonerato dall'incarico, visti gli ultimi risultati negativi.
Il 9 febbraio 2010 diviene il nuovo allenatore del Padova al posto dell'esonerato Carlo Sabatini. Il 10 aprile 2010 viene esonerato dopo un pareggio a reti inviolate a Salerno risalente al giorno prima. Al suo posto torna proprio Sabatini. Il 7 febbraio 2012 dopo l'esonero di Marco Cari gli viene affidata la guida tecnica del Barletta in Prima Divisione. A fine stagione il Barletta raggiunge il sesto posto, e Di Costanzo non viene confermato per l'arrivo di Raffaele Novelli. Il 2 ottobre 2012 dopo le dimissioni di Carlo Sabatini gli viene affidata la guida tecnica della Carrarese in Prima Divisione. Il 19 febbraio 2013 viene esonerato dopo la sconfitta nel derby toscano contro il Pisa. Il 10 settembre 2013 gli viene affidata la panchina dell'Aversa Normanna in Seconda Divisione dopo l'esonero di Franco Fabiano. Il 3 marzo 2014 viene esonerato dopo il pareggio interno contro il Tuttocuoio.
Il 12 marzo 2015 ritorna al Messina dopo l'esonero di Gianluca Grassadonia. Il 30 maggio 2015 conosce la prima retrocessione della sua carriera da allenatore, perdendo il playout del girone C di Lega Pro contro la Reggina.
Nel 2016, viene chiamato sulla panchina dell'Ischia Isolaverde venendo tuttavia esonerato alla ventiseiesima giornata a seguito degli scarsi risultati conseguiti.
Il 21 novembre seguente diventa il nuovo tecnico della Frattese, sostituendo Stefano Liquidato. Il 5 dicembre del 2018, assume la carica di direttore tecnico della Casertana.
Nel 2019 diventa l'allenatore della Nocerina, tuttavia viene esonerato dopo 8 giornate.
Il 25 marzo 2021 assume la guida dei campani dell'Afragolese, in Serie D, subentrando all'esonerato Giovanni Masecchia. Nonostante abbia centrato l'obiettivo salvezza, il 12 luglio il club fa sapere di aver interrotto il rapporto di collaborazione con il tecnico.
Il 18 ottobre 2021 viene nominato nuovo allenatore del Brindisi, nel Girone H della Serie D, al posto dell'esonerato Mauro Chianese. Prende in carico la squadra alla decima giornata di campionato, ultima in classifica e con 1 solo punto. Riesce a condurre il Brindisi alla salvezza diretta, guadagnata con 2 giornate d'anticipo, grazie ad un ottimo girone di ritorno.
Il 6 giugno 2022 il Taranto, che disputerà il campionato di Serie C, comunica di aver affidato al tecnico la guida tecnica della prima squadra, a partire dal 1º luglio seguente. Il 12 settembre, dopo due sconfitte consecutive contro Monopoli e Catanzaro, nelle prime due giornate di campionato, viene esonerato, assieme al direttore sportivo Nicola Dionisio, suo compagno anche a Brindisi.
Il 21 novembre 2023, l'Angri società campana di Serie D, comunica di avergli affidato la guida tecnica della prima squadra per il prosieguo della stagione. Il 5 marzo seguente, dopo non essere riuscito a sollevare le sorti della squadra, viene esonerato.
Il 27 giugno 2025 la Palmese, squadra campana di Serie D,  ufficializza il ritorno del tecnico alla guida  della prima squadra dopo 25 anni, a partire dal 1° luglio seguente.

## Palmarès

### Giocatore

#### Competizioni giovanili
- Campionato Primavera: 1

Napoli: 1978-1979

#### Competizioni nazionali
- Campionato Interregionale: 1

Gladiator: 1983-1984

### Allenatore

#### Competizioni nazionali
- Campionato italiano Serie C2: 1

Venezia: 2005-2006
- Serie D: 1

Gladiator: 2001-2002

#### Competizioni regionali
- Prima Categoria: 1

Viribus Unitis: 1994-1995
- Promozione Campana - Girone B: 1

Viribus Unitis: 1996-1997
- Eccellenza Campana - Girone A: 1

Viribus Unitis: 1997-1998